# 중일평화우호조약
일본국과 중화인민공화국 간의 평화우호조약(일본어: 日本国と中華人民共和国との間の平和友好条約, 중국어: 中华人民共和国和日本国和平友好条约)은 1978년 8월 12일 베이징시에서 일본의 외무대신 소노다 스나오(園田直)와 중화인민공화국의 외교부장 황화(黄华)가 조인하여 체결한 조약이다. 1972년 9월에 발표한 중일공동성명을 답습하여 이루어졌으며, 줄여서 중일평화우호조약이라고도 한다.
제1조에서는 주권과 영토의 상호 존중, 상호 불가침, 상호 내정 불간섭을 규정하였으며, 제2조에서는 반패권을 강조했다. 제3조는 양국 간의 경제적·문화적 관계의 발전에 대해서, 제4조는 제3국과의 관계는 각 체결국의 입장에 영향을 미치지 않음을 언급하고 있다.

## 같이 보기
- 중일 관계